# 1962 v hudbě
Tento článek obsahuje události související s hudbou, které proběhly v roce 1962.

## Události
- The Rolling Stones – Vznikla hudební skupina The Rolling Stones
- 24. ledna – Brian Epstein se stává managerem The Beatles.
- 6. dubna – Glenn Gould interpretuje Brahmsův První pianový koncert, Leonard Bernstein řídí Newyorskou filharmonii, Gould volí neobvykle pomalé tempo, se kterým není Bernstein spokojen.
- 7. dubna – Mick Jagger a Keith Richards potkávají Briana Jonese v jednom z londýnských bluesových klubů.
- 12. dubna – Je pořízena nahrávka Boba Dylana z koncertu v newyorské Town Hall.
- 16. srpna – The Beatles vyhazují Peta Besta, místo něj přichází Ringo Starr.
- 23. srpna – John Lennon si bere Cynthiu Powell
- začíná hudební kariéra Otise Reddinga
- zformovala se kapela Detours, později přejmenovaná na The Who

## Vydaná alba
- Abstract – Joe Harriott
- Bob Dylan – Bob Dylan Debut Album
- Coltrane – John Coltrane
- Ella Swings Brightly with Nelson – Ella Fitzgerald
- Epitaph – Charles Mingus
- For Twisters Only – Chubby Checker
- Sinatra Sings Great Songs From Great Britain – Frank Sinatra
- I Left My Heart In San Francisco – Tony Bennett
- Instant Party – Everly Brothers
- Jerry Lee Lewis Volume 2 – Jerry Lee Lewis
- Modern Sounds In Country And Western Music – Ray Charles
- Nat King Cole Sings/George Shearing Plays – Nat King Cole and the George Shearing Quintet
- Out of the Shadows – The Shadows
- Point of No Return – Frank Sinatra
- Pot Luck – Elvis Presley
- The Real Ambassadors – Dave Brubeck, Louis Armstrong, Carmen McRae, a Lambert, Hendricks & Ross
- Rock 'N' Roll No.2 – Elvis Presley
- Rhythm Is My Business – Ella Fitzgerald
- Shirley Bassey – Shirley Bassey
- Sinatra and Strings – Frank Sinatra
- Sinatra and Swingin' Brass – Frank Sinatra
- 32 Minutes And 17 Seconds – Cliff Richard and The Shadows
- Time Further Out – Dave Brubeck
- Tony Bennett at Carnegie Hall – Tony Bennett
- Twist With Chubby Checker – Chubby Checker
- Twistin' Knights at the Roundtable – Bill Haley & His Comets
- Takin’ Off — Herbie Hancock

## Vydané singly
- Sealed with a Kiss – Brian Hyland
- Can't Help Falling in Love/Rock–A–Hula Baby – Elvis Presley
- Hey! Baby – Bruce Channel
- I Can't Stop Loving You – Ray Charles
- The James Bond Theme – John Barry Orchestra
- Let's Twist Again – Chubby Checker
- Limbo Rock – Chubby Checker
- Love Me Do – The Beatles
- "What's Your Name" – Don and Juan
- "When My Little Girl Is Smiling" - The Drifters
- "When My Little Girl Is Smiling" - Jimmy Justice
- "Wiggle Wobble" – Les Cooper & the Soul Rockers
- "Wonderful Land" – The Shadows
- Return To Sender – Elvis Presley
- The Twist – Chubby Checker
- "Ya Ya Twist" – Petula Clark
- "Yes, My Darling Daughter" – Eydie Gorme
- "You Don't Know Me" – Ray Charles
- "You'll Lose a Good Thing" – Barbara Lynn
- "The Young Ones" – Cliff Richard and The Shadows
- "Young World" – Ricky Nelson
- "Your Cheatin' Heart" – Ray Charles

## Vážná hudba
- Dmitrij Šostakovič – Symphony No. 13 B flat minor, Op. 113 Babi–Yar

## Narození
- 6. února – Axl Rose, americký zpěvák, člen skupiny Guns N' Roses
- 10. února – Cliff Burton, americký baskytarista, člen skupiny Metallica († 27. září 1986)
- 11. února – Sheryl Crow, americká písničkářka
- 2. března – Jon Bon Jovi, americký zpěvák a herec, člen skupiny Bon Jovi
- 30. března – MC Hammer, americký rapper
- 13. dubna – Hillel Slovak, americký kytarista, člen skupiny Red Hot Chili Peppers († 25. června 1988)
- 19. června – Paula Abdul, americká zpěvačka a tanečnice
- 16. října – Flea, americký baskytarista, člen skupiny Red Hot Chili Peppers
- 1. listopadu – Anthony Kiedis, americký zpěvák, člen skupiny Red Hot Chili Peppers
- 18. listopad – Kirk Hammett, americký kytarista, člen skupiny Metallica
- 28. listopadu – Matt Cameron, bubeník skupin Soundgarden a Pearl Jam